# Eryngium dilatatum
Eryngium dilatatum é uma espécie de planta com flor pertencente à família Apiaceae. 
A autoridade científica da espécie é Lam., tendo sido publicada em Encyclopédie Méthodique, Botanique 4: 755. 1797.
Os seus nomes comuns são cardinho-azul ou cardo-azul.

## Portugal
Trata-se de uma espécie presente no território português, nomeadamente em Portugal Continental.
Em termos de naturalidade é nativa da região atrás indicada.

## Protecção
Não se encontra protegida por legislação portuguesa ou da Comunidade Europeia.